# Grzegorz Krejner
Grzegorz Krejner (* 25. Februar 1969 in Żyrardów) ist ein ehemaliger polnischer Radrennfahrer und Europameister im Radsport.

## Sportliche Laufbahn
Krejner war im Bahnradsport aktiv. Er kam mit 13 Jahren über einen Schulwettbewerb zum Radsport. Seine ersten großen internationalen Einsätze hatte er 1998 bei den UCI-Bahn-Weltmeisterschaften, bei denen er im Teamsprint antrat, sowie bei der Europameisterschaft, bei der er auf Anhieb den Titel im Olympischen Sprint gewann. 2001 gewann er bei den europäischen Titelkämpfen in dieser Disziplin mit dem polnischen Team (wie später auch 2002) Silber hinter Deutschland. Beim Sieg von Arnaud Tournant bei den UCI-Bahn-Weltmeisterschaften 2001 gewann er die Bronzemedaille im 1000-Meter-Zeitfahren. 2004 gewann er bei den Europameisterschaften Silber im Teamsprint und im Sprint-Omnium. Von 1989 bis 1999 startete er regelmäßig bei UCI-Bahn-Weltmeisterschaften, seine besten Ergebnisse waren die Bronzemedaille 2001 im Zeitfahren und fünfte Plätze im Zeitfahren 1996 und im Olympischen Sprint 1998.
Dreimal war er Teilnehmer der Olympischen Sommerspiele: 1992 in Barcelona (20. im 1000-Meter-Zeitfahren), 1996 in Atlanta (6. im 1000-Meter-Zeitfahren) und 2000 in Sydney (7. im 1000-Meter-Zeitfahren und im Keirin und im Olympischen Sprint gestartet).
Bei den nationalen Meisterschaften gewann er die Titel im Keirin 2000 und 2001. Im Sprint wurde er 1992, 1994–1996, 1999–2001 Titelträger. Im Zeitfahren gewann er das Meistertrikot 1990, 1992, 1993, 1996, 1997, 2000 und 2001. 1993 siegte er in der Einerverfolgung, im Zweier-Mannschaftsfahren gewann er 1990, sowie im Olympischen Sprint 1996 und 2001.
2003 beendete er seine Laufbahn und wurde als Trainer tätig.

## Erfolge
1999
- Weltcup – Teamsprint (mit Marcin Mientki und Daniel Czajkowski)

2001
- Weltmeisterschaft – 1000-Meter-Zeitfahren
- Europameisterschaft – Teamsprint (mit Łukasz Kwiatkowski und Marcin Mientki)

2002
- Europameisterschaft – Teamsprint (mit Łukasz Kwiatkowski und Damian Zieliński)

2004
- Europameisterschaft – Sprint-Omnium, Teamsprint (mit Łukasz Kwiatkowski und Damian Zieliński)

## Berufliches
Krejner absolvierte eine Ausbildung zum Mechaniker.